# Трембовець-Дужи
Трембовець-Дужи (пол. Trębowiec Duży) — село в Польщі, у гміні Міжець Стараховицького повіту Свентокшиського воєводства.
Населення — 562 особи (2011).
У 1975-1998 роках село належало до Келецького воєводства.

## Демографія
Демографічна структура на день 31 березня 2011 року:
|          | Загалом | Допрацездатний вік | Працездатний вік | Постпрацездатний вік |
| -------- | ------- | ------------------ | ---------------- | -------------------- |
| Чоловіки | 293     | 70                 | 198              | 25                   |
| Жінки    | 269     | 46                 | 154              | 69                   |
| Разом    | 562     | 116                | 352              | 94                   |